# Cropera
Cropera é um gênero de traça pertencente à família Arctiidae.